# 大卫·C·佩奇
大卫·C·佩奇（英語：David C. Page，1956年7月6日—）是一位美国生物学家，麻省理工学院教授，怀特黑德生物医学研究所前所长，霍华德·休斯医学研究所研究员。佩奇知名于对哺乳动物Y染色体进化的研究，见于布莱恩·赛克斯的书《亚当的诅咒：没有男人的未来》（Adam's Curse: A Future Without Men）。